# Dexter Morgan
Pour les articles homonymes, voir Dexter.
Dexter Morgan est un tueur en série de fiction qui a été créé par l'écrivain américain Jeff Lindsay. Il est le personnage principal d'une série de romans ainsi que d'une série télévisée, Dexter (et ses suites Dexter: New Blood et Dexter: Resurrection). Dans ces séries, il est interprété par l'acteur Michael C. Hall. Patrick Gibson reprend le rôle dans la préquelle Dexter : Les Origines.
Traumatisé dans sa petite enfance par l'assassinat violent de sa mère, Dexter a été recueilli par l'inspecteur Harry Morgan, qui a canalisé ses pulsions meurtrières pour faire de lui un « tueur en série de meurtriers » : Dexter ne cible ainsi que des meurtriers ayant échappé à la justice, et dont il a lui-même établi la culpabilité. Le jour, Dexter est expert médico-légal en analyse de traces de sang pour la Miami Metro Police aux côtés de sa sœur adoptive, Debra Morgan, qui ignorait son secret.
Le personnage de Dexter est en grande partie inspiré de Manuel Pardo, policier de Miami renvoyé en 1985 et qui est devenu tueur en série. Cocaïnomane, il avait alors abattu neuf personnes en trois mois, essentiellement des trafiquants de drogue, après la mort d'une petite fille dans ses bras d'une surdose. Manuel Pardo a été exécuté dans la nuit du mardi 11 au mercredi 12 décembre 2012 en Floride, après qu'un jury l'a déclaré coupable.

## Biographie télévisée

### Enfance, «Passager Noir» et Code
Né le 1er février 1971, Dexter est encore tout petit lorsqu'il est adopté par un policier, Harry Morgan. Ce dernier retire Dexter d'un conteneur où il baigne dans le sang et les membres de plusieurs personnes, dont ceux de sa mère Laura Moser, découpées à la tronçonneuse. Harry remarque qu'en grandissant, Dexter développe une pulsion incontrôlable et macabre, un côté de lui qu'il nommera plus tard « mon Passager Noir » (my dark passenger). À l'adolescence, il tue des animaux et les enterre. Harry anticipe que bientôt, les animaux ne suffiront plus.
Lucide et convaincu que Dexter deviendra inévitablement un tueur, Harry consulte le docteur Evelyn Vogel, spécialiste des psychopathes. Ensemble, ils mettent en place un code visant à utiliser ce côté sombre à des fins justes et à ne jamais se faire prendre, que Harry lui apprend. Selon ce code, Dexter ne doit tuer que des personnes qui ont déjà tué mais qui ont échappé au système judiciaire américain. Le Code précise qu'il ne doit y avoir aucun doute possible sur la culpabilité des personnes. Dexter devient donc un « tueur en série de tueurs en série » et commence ainsi à traquer les tueurs de Floride en s'assurant de toujours suivre à la lettre la première règle du Code : ne pas se faire prendre.
Quand Harry tombe malade, il comprend que l'infirmière responsable de ses soins le tue par des surdoses de morphine. Il autorisera alors Dexter à la tuer et parviendra à vivre un an de plus. À la mort de Harry, Dexter reste seul avec son secret.

### Travail
Parallèlement à son « passe-temps », Dexter travaille pour la Police de Miami comme expert médicolégal en analyse de traces de sang. Très compétent, ce poste lui permet souvent, parallèlement aux enquêtes officielles en cours, de trouver secrètement des cartes nécessaires à la condamnation de ses futures victimes.
En dehors du travail, Dexter n'a que peu de contact avec ses collègues et n'a pas vraiment d'ami. À chaque fois qu'il a eu des amis proches, cela s'est terminé en désastre. On peut tout de même dire qu'il entretient de bonnes relations avec tous ses collègues excepté le sergent James Doakes et Joey Quinn. Durant la saison 1, tout comme dans le premier livre, l'inspecteur Maria LaGuerta flirtera d'ailleurs ouvertement avec lui, bien qu'il ne comprenne pas ses intentions.

### Vie familiale
Dexter a une sœur, Debra Morgan, la fille biologique de Harry. Elle travaille également pour la police de Miami, dans le même département que Dexter depuis sa mutation de la Brigade des mœurs, où elle travaillait comme agent infiltré dans les réseaux de prostitution. Sur bien des points, elle est tout son contraire, aussi émotive et spontanée que Dexter est froid et calculateur.
Il a aussi une petite amie, Rita Bennett, qui a deux jeunes enfants, Astor et Cody, d'un précédent mariage. Leur père Paul Bennett, drogué et violent, sera envoyé en prison par une manigance de Dexter, et il y mourra assassiné par un autre détenu. Dexter passe son temps entre la maison de Rita et son propre appartement, son « repaire » dans lequel il conserve la seule trace de chacune de ses victimes : du sang sur une lamelle couvre-objet. Il conserve une lamelle par victime et entrepose ces dernières dans une boîte en bois rectangulaire, dissimulée derrière la façade de la climatisation.
Dans la saison 1, tout comme dans le premier livre, il a un frère du nom de Rudy (Brian de son vrai nom), qui le comprend et qui sait ce qu'il fait puisqu'il est le « tueur de glace » (the Ice Truck Killer en version originale). Dexter a toujours ignoré l'existence de son frère jusqu'au jour où ce dernier, petit ami de Debra dans la série, l'enlève. Rudy laisse la possibilité à Dexter de tuer sa sœur. Dexter refuse et à la place tue son propre frère de sang, maquillant le meurtre en suicide, dans la série, tandis que dans les livres, Rudy fuit après avoir poignardé l'inspecteur LaGuerta.
Dans la saison 2, Dexter quitte à un moment Rita pour Lila Tournay, sa marraine dans des rencontres semblables à celles des Narcotiques Anonymes (où Dexter veut apprendre à vivre avec sa « dépendance »). Mais Lila est très possessive et Dexter se rend compte qu'elle ne lui attirera que des ennuis. Il la quitte mais Lila fera tout pour le récupérer. En effet, elle porte plainte contre Angel pour viol, incendie son propre appartement pour attirer l'attention de Dexter et elle va même jusqu'à tuer le sergent James Doakes, qui avait découvert que Dexter était le Boucher de Bay Harbor. Furieux, ce dernier se rend en France, à Paris, et assassine Lila d'un coup de couteau dans le cœur.
Finalement, quand Rita tombe enceinte, Dexter se résout à l'épouser et à déménager dans une maison de banlieue, tout en gardant secrètement son appartement. Mais Rita découvre que son mari a des secrets, et elle veut entamer une thérapie de couple pour Harrison, leur fils. Finalement, Dexter amènera son repaire dans un cagibi dans le jardin, avant de tout transférer dans un conteneur, là où tout a commencé pour lui, après que Cody eut failli tout découvrir.
Dans la quatrième saison, Dexter laisse plusieurs fois la vie sauve au Tueur de la Trinité, qu'il croit être un bon père de famille, pensant apprendre de lui. Finalement, il apprendra que ce dernier fait vivre sa famille dans la peur permanente, et pour poursuivre ses agissements tranquille Trinity ira jusqu'à venir narguer Dexter dans les locaux de la Police. Quand Dexter se décide alors à en finir avec lui dans le dernier épisode, il est trop tard : alors qu'il doit rejoindre Rita en lune de miel, il découvre cette dernière assassinée dans sa baignoire, leur fils Harisson baignant dans le sang au sol comme Dexter enfant.
Il essaie par la suite d'élever Cody et Astor, mais cette dernière se rebelle, rendant Dexter responsable de la mort de sa mère. Les deux enfants finissent par aller vivre chez leurs grands-parents paternels, laissant Dexter élever Harrison, avec Debra et l'aide d'une nurse. Une nuit, Astor et une amie arrivent en pleine nuit à la maison, saoules. Bien qu'initialement peu coopératives, quand Astor découvre que son amie est victime de violence domestique de la part du petit ami de sa mère, Dexter force celui-ci à s'en aller. Astor le remercie, ayant pensé qu'il ne voulait pas l'aider et l'invite chez ses grands-parents.
Depuis, Dexter vit dans son appartement où il élève Harrison avec l'aide de Jaime, la sœur cadette du Sergent Batista. Il aura une longue liaison avec Hannah McKay, une empoisonneuse qu'il rencontre lors d'une enquête sur un autre tueur. Dexter découvrira qu'elle a poignardé une femme suspectée d'avoir été tuée par un ancien amant de Hannah, et tentera de la tuer avant de renoncer au dernier moment. Voulant se protéger des soupçons de Debra, Hannah tentera de la tuer et Dexter rompra avec elle pour cela. Hannah McKay parvient à s'enfuir de détention et semble disparaître. Pourtant, ils se retrouvent dans la saison suivante. 
Environ dix ans après la mort de Debra et les fuites de Hannah et Harrison vers l'Argentine, Dexter Morgan a déménagé dans la ville fictive d'Iron Lake, dans l'État de New York. Il y travaille dans une boutique locale de chasse et pêche et vit maintenant sous l'identité de Jim Lindsay en ayant réprimé ses pulsions de tueur en série

## Modus operandi
Le modus operandi (mode opératoire) de Dexter est toujours le même. Il commence par choisir sa victime, la suivre et s'assurer qu'elle est bien coupable d'un ou de plusieurs meurtres non punis. Il l'attire par la suite dans un lieu isolé où elle a l'habitude d'aller et qu'il aura préalablement recouvert de film plastique du sol au plafond et décoré de photos de ses victimes ou des victimes elles-mêmes.
Après l'avoir piégée, il la pique avec une seringue remplie de M99, qui a pour effet de paralyser et d'endormir sa victime, ou l'étrangle jusqu'à l'évanouissement. À son réveil, elle se retrouve nue et attachée à une table avec de la cellophane. Dexter lui parle de ses meurtres ou lui demande de les expliquer. Ensuite, il entaille sa joue droite et prélève un échantillon de son sang qu'il place sur une lamelle couvre-objet, pour sa collection personnelle (Cependant, durant la saison 7, il cesse de prélever un échantillon de sang sur la joue de ses victimes car Debra a trouvé tous les autres échantillons que Dexter cachait auparavant. Il brûle définitivement ceux-ci dans un four, lors du meurtre de Ray Speltzer.) Il tue sa victime par la suite. Cela peut arriver de différentes manières : percer le crâne de sa victime par les tempes avec une perceuse ou alors lui entailler ses carotides pour la saigner à mort. Il découpe le cadavre, mettant les morceaux et tout ce qui pourrait servir de preuves contre lui dans des sacs plastiques.
Il part ensuite en bateau pour jeter tous les sacs dans la mer à 30 mètres de profondeur, toujours au même endroit.

### Changements
Avec le temps, Dexter change légèrement son modus operandi. Lors de la première saison, il tue ses victimes de plusieurs manières différentes. Lors de la deuxième et de la troisième saison, la plupart du temps, il tue sa victime d'un coup de couteau au thorax avant de la découper. De plus, puisque ses anciennes victimes ont été découvertes par des plongeurs au début de la deuxième saison, il s'arrange désormais pour jeter les sacs à des endroits où circule le Gulf Stream, qui emporte les preuves dans son long parcours.

## Liste des personnages ayant découvert le secret de Dexter

### Dans les romans
- Brian Moser
- Deborah Morgan
- James Doakes
- Dr Danco (mort)
- Astor Bennet
- Cody Bennet

### Dans la série télévisée
- Brian Moser (frère de Dexter, mort : tué par Dexter)
- Jeremy Downs (mort : suicide)
- Little Chino (mort : tué par Dexter)
- James Doakes (mort : tué par Lila Tournay)
- Lila Tournay (aussi appelée Lila West) (morte : tuée par Dexter)
- Miguel Prado (mort : tué par Dexter)
- Arthur Mitchell (le Tueur de la Trinité) (mort : tué par Dexter)
- Lumen Ann Pierce
- Stan Liddy (mort : tué par Dexter)
- Jordan Chase (mort : tué par Lumen Pierce)
- Travis Marshall (mort : tué par Dexter)
- Jonah Mitchell (fils de Trinité)
- Debra Morgan (morte : tuée par Oliver Saxon)*
- Hannah McKay (morte de cancer du pancréas)
- Issac Sirko (mort : tué par George Novikov)
- Maria LaGuerta (morte : tuée par Debra)
- Evelyn Vogel (morte : tuée par Oliver Saxon)
- Oliver Saxon (Daniel Vogel, mort : tué par Dexter)
- Zach Hamilton (mort : tué par Oliver Saxon/Daniel Vogel)
- Kurt Caldwell (mort : tué par Dexter)
- Harrison Morgan
- Angela Bishop
- Angel Batista
- Aaron Spencer (mort : tué par Dexter)

Joey Quinn n'a pas encore découvert le secret de Dexter, mais il sait qu'il cache quelque chose et qu'il est Kyle Butler, ce qui provoque de graves conflits avec lui. Il enquêtait sur Dexter avec l'aide d'un policier suspendu, Stan Liddy. Liddy devient de plus en plus obsédé par Dexter, et Quinn lui dit qu'il ne veut plus de ses services, maintenant que sa relation avec Debra a pris une grande importance pour lui. Pendant une nuit, Liddy prend des photos de Dexter et Lumen jetant les sacs contenant les morceaux du corps de Cole Harmon, et indique à Quinn que les sacs peuvent contenir des drogues ou un cadavre. Avec du matériel d'écoute, il découvre la liaison entre Dexter et Lumen, ainsi que leurs crimes communs. Liddy n'en reste pas là et enlève Dexter, qui avait découvert qu'il était sur écoute. Alors qu'il essaie de le faire passer aux aveux, Dexter parvient à se libérer et Liddy essaie de le poignarder en plein cœur. Mais Dexter parvient à le tuer. Après avoir évité d'être découvert par Quinn, il détruit les preuves, mais ignore qu'une goutte de sang de Liddy est tombée sur la chaussure de Quinn. Dexter, malgré son inimitié avec Quinn, choisit de couvrir Quinn en l'innocentant. Quinn le remercie, mais Dexter prétend ne pas le comprendre.

## Dexter et les femmes

### Dans les romans
Dexter ne fréquente qu'une seule femme, Rita Bennett, ex-épouse d'un mari violent avec qui elle a eu deux enfants Astor et Cody. Encore traumatisée par cette relation, Rita trouve en Dexter un compagnon aimant et attentionné mais qui ne cherche pas à la forcer à nouer des liens, ce qui convient à Dexter. À la suite d'un malentendu, Rita croit un jour que Dexter veut l'épouser, et ce dernier fait sa demande officielle malgré lui. Quelque temps après le mariage, Rita tombe enceinte d'une fille, Lily Anne. Dexter aura cependant une relation extra-conjugale avec Samantha Aldovar, une adolescente capturée par des cannibales avec qui il couchera alors qu'ils sont sous l'effet d'une prise d'ecstasy. Dexter se sentira coupable de cette liaison éphémère, jusqu'à la mort de l'adolescente, tuée lors d'un rituel anthropophage.

### Dans la série
La relation entre Dexter et Rita, pas encore mariés, sera troublée par Lila Tournay, une artiste qui se montrera très possessive. Dexter rompt avant d'aller trop loin et parvient à renouer avec Rita. Par la suite, Rita tombe enceinte et Dexter n'a plus d'autre choix que de l'épouser. Elle lui donne un fils, Harrison. Quand Rita est assassinée par le Tueur de la Trinité, Dexter choisit d'élever seul son fils avec Astor et Cody. Dexter aura ensuite une relation avec Lumen Ann Pierce, une victime d'enlèvement et de viol collectif qu'il a sauvée et avec qui il tuera les membres du groupe de violeurs, avant qu'elle rompe, s'estimant vengée et ne ressentant plus le besoin de tuer. Dexter aura peu de relations de longue durée par la suite, on ne lui connait que deux maîtresses (une ancienne camarade de lycée qui lui fera une fellation lors d'une rencontre d'anciens élèves, puis une caissière d'une boutique de péage qu'il séduit pour lui voler son pistolet).
Néanmoins, dans la saison 7, il fera l'amour à l'une des victimes qu'il s’apprêtait à tuer : Hannah McKay. Cette dernière est une tueuse astucieuse utilisant des poisons rares issus de plantes qu'elle cultive. Dexter ressentira pour elle des sentiments, peut être plus forts que ceux pour Rita ou sa sœur Debra. Il expliquera qu'elle voit en lui tout ce qu'il est. Elle n'est pas « attirée par son Passager Noir comme l'était Lila, aveugle à celui-ci comme Rita, ou dépendant de lui pour l'aider comme Lumen ». L'addiction de Dexter à cette femme et son comportement inhabituel lui fait prendre la décision de l'épargner, alors qu'elle connaît son secret et est une tueuse récidiviste sans scrupule.
Bien qu'elle ait essayé de tuer Debra, Dexter a totalement confiance en Hannah. En effet, cette dernière, à la suite de la décision de Dexter de ne plus semer le chaos dans la vie de ceux qu'il aime, devient officieusement la mère adoptive d'Harrison, Dexter étant supposé mort en mer.

## Liste des victimes connues de Dexter
Ceci est une liste chronologique des meurtriers et dangereux criminels tués par Dexter dans la série. Cette liste n'inclut pas les personnes qui ont été tuées indirectement, telles que Harry Morgan, Ellen Wolf, Billy Fleeter, Rita Morgan, Alex Tilden, Jordan Chase, Maria LaGuerta et Ryan Foster. 
| Meurtre numéro | Nom                                                           | Acteur/Actrice                              | Raison de la mort | Saison et épisode          |
| -------------- | ------------------------------------------------------------- | ------------------------------------------- | --- | -------------------------- |
| 1              | Mary l'infirmière                                             | Tanya Clarke                                | Tueuse en série. A euthanasié des patients malades et s'apprêtait à tuer Harry. | Les origines 1.01          |
| 2              | Tony Ferrer                                                   | Roberto Sanchez                             | Usurier et meurtrier. A tué 6 personnes dont 1 indirectement, parce qu'elles ne pouvaient pas le rembourser à temps. | Les origines 1.03          |
| 3              | Levi Reed                                                     | Jeff Daniel Phillips                        | Tueur en série. Est responsable de trois cambriolages qui ont entrainé la mort de 8 personnes. Il est la première victime de Dexter à qui il montre les photos de ses victimes.                                                                                     | Les origines 1.06          |
| 4              | Aaron Spencer                                                 | Patrick Dempsey                             | A enlevé, retenu captif, mutilé et tué Jimmy Powell Jr. Il s'apprêtait à faire la même chose à son fils et à tuer son ex-femme, mais Dexter intervient juste à temps pour les sauver.                                                                               | Les origines 1.10          |
| 5              | Mike Donovan                                                  | Jim Abele                                   | A violé et tué trois enfants. | 1.01                       |
| 6              | Jamie Jaworski                                                | Ethan Smith                                 | A tué une femme en se filmant dans un Snuff movie. | 1.01                       |
| 7              | Matt Chambers, alias Matt Brewster, alias Matt Rassmutsen     | Sam Trammell                                | A causé la paralysie et la mort de plusieurs personnes lors d'accidents avec délit de fuite. | 1.02                       |
|                | Mary l'infirmière                                             | Denise Crosby                               | A euthanasié des patients malades à l'aide de morphine. Elle est la première victime de Dexter, sur la demande de son père. | 1.03 (Flashback)           |
| 8              | Jorge Castillo                                                | José Zúñiga                                 | Faisait rentrer illégalement des étrangers sur le sol américain et tuait avec sa femme Valerie ceux qui ne pouvaient pas les payer. | 1.05                       |
| 9              | Valerie Castillo                                              | Valerie Dillman                             | Faisait rentrer illégalement des étrangers sur le sol américain et tuait avec son mari Jorge ceux qui ne pouvaient pas les payer. | 1.05                       |
|                | Gene Marshall                                                 | Benton Jennings                             | A tué plusieurs personnes dans un incendie criminel. | 1.06 (Flashback)           |
|                | Alex Timmons                                                  | Demetrius Grosse                            | A tué trois enfants innocents sans états d'âme. | 1.06 (Flashback)           |
|                | Cindy Landon                                                  | Julie Dolan                                 | Épousait des hommes et les tuait pour leur argent. | 1.06 (Flashback)           |
| 10             | Emmett Meridian                                               | Tony Goldwyn                                | A manipulé trois femmes afin qu'elles se suicident. | 1.08                       |
| 11             | Brian Moser, alias Le Tueur de Glace, alias Rudy Cooper       | Christian Camargo, Brandon Killham (enfant) | Tueur en série d'innombrables prostituées et frère de Dexter. | 1.12                       |
| 12             | "Little Chino"                                                | Matthew Willig                              | Tueur et homme de main au sein d'un gang. | 2.02                       |
| 13             | Roger Hicks                                                   | Don McManus                                 | Meurtrier de deux femmes brunes. | 2.03                       |
| 14             | Ken Olson                                                     | Silas Weir Mitchell                         | Inspiré par les meurtres du Boucher de Bay Harbor, il a tué plusieurs personnes par plaisir. | 2.06                       |
| 15             | Santos Jimenez                                                | Tony Amendola                               | Meurtrier, trafiquant de drogue. A participé au meurtre de Laura Moser dans le conteneur. | 2.08                       |
| 16             | Jose Garza                                                    |                                             | Meurtrier et trafiquant de drogue. | 2.10                       |
|                | Juan Rinez                                                    |                                             | A tué une prostituée. | 2.10 (Flashback)           |
| 17             | Esteban Famosa                                                | Gilbert Saldivar                            | Pour se protéger lui-même et James Doakes. | 2.11                       |
| 18             | Teo Famosa                                                    | Wilmer Calderon                             | Pour se protéger lui-même et James Doakes. | 2.11                       |
| 19             | Lila Tournay, alias Lila West                                 | Jaime Murray                                | Pyromane et sociopathe. | 2.12                       |
| 20             | Employé du Carnaval                                           |                                             | Considéré comme le tueur. | 3.01                       |
| 21             | Oscar Prado                                                   | Nick Hermz                                  | Tué en légitime défense sur le lieu d'un crime que Dexter allait commettre. | 3.01                       |
| 22             | Freebo                                                        | Mike Erwin                                  | Dealer de drogue qui a tué deux étudiantes. | 3.02                       |
| 23             | Nathan Marten                                                 | Jason Kaufman                               | Pédophile intéressé par Astor. Tué par Dexter afin de la protéger. | 3.03                       |
| 24             | Ethan Turner                                                  | Larry Sullivan                              | A tué trois de ses femmes pour leur argent. | 3.05                       |
| 25             | Clemson Galt                                                  | Blake Gibbons                               | Meurtrier néonazi. | 3.06                       |
| 26             | Camilla Figg                                                  | Margo Martindale                            | Empoisonnée à sa demande pour la délivrer de son cancer en phase terminale. | 3.07                       |
| 27             | Miguel Prado                                                  | Jimmy Smits                                 | A tué Ellen Wolf et allait tuer le lieutenant LaGuerta. | 3.11                       |
| 28             | L'Écorcheur, alias Jorge Orozco, alias George Washington King | Jesse Borrego                               | Meurtrier et tortionnaire. Tué par Dexter en légitime défense après avoir été capturé par lui. | 3.12                       |
| 29             | Benito Gomez                                                  | Gino Aquino                                 | A battu deux personnes jusqu'à la mort. | 4.01                       |
| 30             | Zoey Kruger                                                   | Christina Cox                               | A tué son mari et leur fille avec une arme à feu. | 4.04                       |
| 31             | John Farrow                                                   | Greg Ellis                                  | Erreur de jugement, tué sur un malentendu. | 4.07                       |
| 32             | Stan Beaudry                                                  | Ian Patrick Williams                        | A tué une prostituée. | 4.11                       |
| 33             | Arthur Mitchell, alias le « Tueur de la trinité »             | John Lithgow                                | Plus grand tueur en série de l'histoire des États-Unis, actif depuis plus de trente ans. Il tuera Rita. | 4.12                       |
| 34             | Rankin                                                        | Brad Carter                                 | Meurtre impulsif à la suite de la peine due à la mort de Rita. Il l'avait insultée. | 5.01                       |
| 35             | Boyd Fowler                                                   | Shawn Hatosy                                | Tueur en série (de femmes), il plaçait les corps dans des tonneaux remplis de Méthanal. | 5.03                       |
| 36             | Dan Mondale                                                   | Sean O'Bryan                                | Connaissance de Boyd Fowler, violeur en série, Lumen était sa dernière victime. Lumen n'a pas réussi à le tuer donc Dexter a terminé le travail à sa place. | 5.06                       |
| 37             | Lance Robinson                                                | Chad Allen                                  | Tueur d'homosexuels. | 5.06                       |
| 38             | Cole Harmon (surnommé Suit and Tie par Lumen)                 | Chris Vance                                 | Complice de Boyd Fowler, a participé au viol de Lumen. | 5.08                       |
| 39             | Stan Liddy                                                    | Peter Weller                                | Ex-policier, engagé par Quinn pour enquêter sur Dexter, a enlevé celui-ci et le forçant aux aveux, s'ensuit une bagarre et il essaie de le poignarder, mais Dexter prend l'avantage et donne un coup de couteau dans le cœur de Liddy.                              | 5.11                       |
| 40             | Roger                                                         |                                             | Ambulancier, tueur et trafiquant d'organes. | 6.01                       |
| 41             | Ben                                                           |                                             | Ambulancier, tueur et trafiquant d'organes. | 6.01                       |
| 42             | Joe Walker                                                    |                                             | Ancien camarade de Lycée de Dexter, qui battait sa femme depuis le lycée, et qui a maquillé son meurtre en suicide. | 6.01                       |
| 43             | Julio Benes                                                   |                                             | Assassin de Hector Nuñez, coiffeur de son quartier dont le corps n'a jamais été retrouvé. | 6.02                       |
| 44             | Walter Kenny alias « la petite souris »                       | Ronny Cox                                   | Tueur en série dans les années 1980. Il arrachait l'incisive gauche de ses victimes (prostituée). | 6.03                       |
| 45             | Nick                                                          |                                             | A tué frère Sam alors que celui-ci tentait de l'aider. | 6.06                       |
| 46             | Norm, gérant d'un Motel dans le Nebraska                      |                                             | Il vole les couteaux et le kit de légiste de Dexter et menace de le tuer s'il ne paye pas 10 000 USD. Dexter le tue poussé par la représentation mentale de son frère, Brian Moser.                                                                                 | 6.07                       |
| 47             | Steeve Dorsay alias « Doomsday Adam »                         |                                             | Complice du meurtre de « La putain de Babylone » et fanatique de Gellar, Dexter le tue en croyant qu'il s'agissait de Travis Marshall. | 6.10                       |
| 48             | Beth Dorsay                                                   |                                             | Complice du meurtre de La putain de Babylone et Disciple de Travis, Dexter la tue en l'état de légitime défense avec un gaz mortel avec lequel elle s’apprêtait à faire un attentat suicide.                                                                        | 6.11                       |
| 49             | Passeur sur le bateau qui repêche Dexter                      |                                             | A voulu voler les autres immigrants du bateau. | 6.12                       |
| 50             | Travis Marshall alias « Doomsday Killer »                     | Colin Hanks                                 | Tueur en série schizophrène croyant que ce qu'il fait est la volonté de Dieu. | 6.12                       |
| 51             | Baskov Viktor                                                 | Enver Gjokaj                                | Tueur ukrainien, meurtrier de Mike Anderson (détective MMP) et de Kaja Saroka. | 7.01                       |
| 52             | Ray Speltzer alias « Le Tueur aux Labyrinthes »               | Matt Gerald                                 | Tueur en série de femmes, reproduisant une chasse dans un labyrinthe où il poursuit ses victimes jusqu’à la mort. Passant entre les mailles du filet malgré des aveux, Dexter l'utilisera pour montrer à sa sœur que ce qu'il fait (tuer les tueurs) est « juste ». | 7.04                       |
| 53             |                                                               |                                             | Un homme venu assassiner Isaak Sirko dans son appartement. | 7.08                       |
| 54             | Oleg Mickic                                                   |                                             | Sniper poignardé sur un champ de tir alors qu'il était chargé de tuer Isaak Sirko. | 7.09                       |
| 55             | Clint McKay                                                   | Jim Beaver                                  | Père d'Hannah McKay. | 7.10                       |
| 56             | Hector Estrada                                                | Nestor Serrano                              | Responsable de la mort de Laura Moser. | 7.12                       |
| 57             | Un homme                                                      |                                             | Considéré comme le tueur. | 8.01                       |
| 58             | Andrew Briggs                                                 | Rhys Coiro                                  | Il entraîne Debra dans la drogue et l'alcool. | 8.01                       |
| 59             | Ron Galuzzo                                                   | Andrew Elvis Miller                         | Tueur cannibale. | 8.03                       |
| 60             | A.J. Yates                                                    | Aaron McCusker                              | Chirurgien du cerveau. Il a séquestré Evelyn Vogel. | 8.05                       |
| 61             | Oliver Saxon / Daniel Vogel                                   | Darri Ingolfsson                            | Chirurgien du cerveau : il a tué Cassie, Zach Hamilton, Evelyn Vogel et est responsable du coma de Debra Morgan. | 8.12                       |
| 62             | Debra Morgan                                                  | Jennifer Carpenter                          | Dans un état végétatif à cause d'Oliver Saxon, il abrège ses souffrances en la débranchant et la jette dans l'eau. | 8.12                       |
| 63             | Matt Caldwell                                                 | Steve M. Robertson                          | A volontairement tué cinq personnes dans un accident de bateau. | New Blood 1.01             |
| 64             | Jasper Hodge                                                  | Kellan Rhude                                | Fabricant de drogues dures. Ses drogues ont causé la mort de plusieurs personnes et ont failli coûter la vie à Harrison. | New Blood 1.05             |
| 65             | Elric Kane                                                    | Shuler Hensley                              | Homme de main de Kurt. A capturé et traqué Dexter dans les bois. Ce dernier finit par reprendre l'avantage et le tue dans une cabane. | New Blood 1.08             |
|                | Wiggles le Clown                                              | Michael Laurence                            | Clown tueur en série d'enfants. | New Blood 1.09 (Flashback) |
| 66             | Kurt Caldwell                                                 | Clancy Brown                                | Tueur en série de nombreuses femmes depuis des décennies. Il embaumait le corps de ces femmes et les conservait en trophées. | New Blood 1.09             |
| 67             | Sergent Logan                                                 | Alano Miller                                | Sergent à Iron Lake. Lors de sa détention, Dexter le menace pour récupérer les clés de sa cellule. Dexter le tue après qu'il a essayé de contre-attaquer. | New Blood 1.10             |
| 68             | Ronald schmidt/Le passager Noir/Red                           | Marc Menchaca                               | Tueur en série de chauffeur de VTC à New York. | Resurrection 1.03          |
| 69             | Lowell/Le collectionneur de tatouages                         | Neil Patrick Harris                         | Tueur en série, membre du club de Leon Prater. Il tuait des personnes tatouées et conservait la peau de leur tatouage en trophées. | Resurrection 1.04          |
| 70             | Gareth/Le Tueur de Gémeaux                                    |                                             | Tueur en série, membre du club de Leon Prater. Il tuait ses victimes par paires avec la complicité de son frère jumeau. | Resurrection 1.06          |
| 71             | Gareth/Le Tueur de Gémeaux                                    |                                             | Tueur en série, membre du club de Leon Prater. Il tuait ses victimes par paires avec la complicité de son frère jumeau. Dexter le tue pour faire passer son meurtre en légitime défense et mettre les autres meurtres des membres du club sur son dos.              | Resurrection 1.07          |

Le nombre exact des victimes de Dexter reste difficile à connaître. On sait que dans l'épisode Harry dans tous ses états, Dexter dénombre 46 lamelles de sang (trophées) en soustrayant les 4 morts flash-back et en additionnant les victimes des exécutions commises plus tard, on en compte 77.
Dans l'épisode Ma faute, Dexter déclare avoir vu mourir 67 personnes.
Dans l’épisode 9 de Dexter New Blood, Dexter déclare  avoir tué plusieurs centaines de personnes. Bien que ce chiffre soit peu probable, on peut estimer le nombre total de victimes à un peu plus d’une centaine à la fin de New Blood.

## Voix
Dans la série de livres, il entretient un véritable dialogue intérieur avec son "Passager Noir", qui lui parle et « prend possession » de lui lorsque ses pulsions meurtrières lui viennent.
Dexter se parle constamment à lui-même, monologuant ou commentant mentalement les événements ou les gens qui l'entourent. Parfois, il s'imagine dans le passé avec des personnes de sa vie discutant avec lui. Ainsi, il « voit » régulièrement Harry, qui commente parfois les choix difficiles que doit faire Dexter. À la fin de la première, au début de la deuxième et durant la sixième saison, il voit également son frère biologique, Brian Moser, qui tente, quand il lui parle, de le pousser au meurtre d'innocents, comme il a tenté de le faire à la fin de la saison 1.